# Orient Thai Airlines
Orient Thai Airlines was een Thaise luchtvaartmaatschappij met haar thuisbasis in Bangkok.

## Geschiedenis
Orient Thai Airlines is opgericht in 1995 als Orient Express Air door Cambodia International Airlines met als basis Chiang Mai. Vanaf 1998 werden voor Kampuchea Airlines vluchten uitgevoerd. In 2004 werd gestart met One-Two-GO als low-cost maatschappij.

## Vloot
De vloot van Orient Thai Airlines bestond op 26 juni 2012 uit de volgende 14 toestellen.
- 3 Boeing 737-300
- 3 Boeing 747-300
- 2 Boeing 747-400
- 2 Boeing 767-300
- 2 McDonnell-Douglas MD-81
- 2 McDonnell-Douglas MD-82

## Bestemmingen
Orient Thai Airlines voerde in oktober 2007 lijnvluchten uit naar de volgende 10 bestemmingen.

### Binnenland
- Bangkok, Chiang Mai, Chiang Rai, Hat Yai, Khon Kaen, Krabi, Phuket, Surat Thani.

### Buitenland
- Hongkong, Seoel.